# Father Patrick
Father Patrick, född 12 mars 2011 på Brittany Farms i Versailles i Kentucky, är en amerikansk varmblodig travhäst och avelshingst. Han tränades av Jimmy Takter och kördes av Yannick Gingras.
Father Patrick tävlade åren 2013–2014. Han segrade i 23 av karriärens 33 starter och sprang in totalt 21,6 miljoner kronor. Han hade 2014–2018 världsrekordet över 1609 meter med autostart för treåriga hingstar och valacker. Rekordet slogs 2018 av Åke Svanstedts Six Pack.

## Karriär
Father Patrick började tävla som tvååring och gjorde sin första start den 3 juli 2013 på travbanan Pocono Downs utanför Wilkes-Barre, Pennsylvania, tillsammans med kusken Yannick Gingras. Totalt vann ekipaget 10 av 11 starter under debutsäsongen 2013, däribland Peter Haughton Memorial, Champlain Stakes, Wellwood Memorial och Breeders Crown för tvååriga hingstar och valacker.
Under treåringssäsongen 2014 satte Father Patrick den 28 juni på Pocono Downs nytt världsrekord för treåringa hingstar och valacker då han travade 1.08,6 aak. Världsrekordet följdes upp med ytterligare två segrar innan Father Patrick den 2 augusti på Meadowlands Racetrack startade som storfavorit, före stallkamraterna Nuncio och Trixton, i 2014 års upplaga av Hambletonian Stakes. Father Patrick galopperade bort sina möjligheter i loppet och slutade näst sist. Totalt vann Father Patrick 12 av 17 lopp under 2014 och sprang in över 14 miljoner kronor.
Den 14 augusti 2015 meddelades att Father Patrick slutar att tävla på grund av en allvarlig lunginfektion.

## Avelskarriär
Father Patrick är verksam som avelshingst på Diamond Creek Farm sedan 2016. Han har lämnat efter sig bland annat Greenshoe (2016), Sister Sledge (2017) och Panem (2017).